# Route 131 (Québec)
Pour les articles homonymes, voir Route 131.
La route 131 (R-131) est une route nationale québécoise d'orientation nord / sud située sur la rive nord du fleuve Saint-Laurent. Elle dessert la région administrative de Lanaudière.

## Tracé
La route 131 débute à Lavaltrie, avant de former un multiplex de 14 kilomètres avec l'A-31 entre l'A-40 et la route 158 à Joliette. Ensuite, elle poursuit son chemin vers le nord pour se terminer à Saint-Michel-des-Saints.

## Localités traversées (du sud au nord)
Liste des municipalités dont le territoire est traversé par la route 131, regroupées par municipalité régionale de comté.

### Lanaudière
D'Autray
- Lavaltrie

Joliette
- Saint-Thomas
- Joliette
- Notre-Dame-des-Prairies
- Notre-Dame-de-Lourdes

Matawinie
- Saint-Félix-de-Valois
- Saint-Jean-de-Matha
- Sainte-Émélie-de-l'Énergie
- Saint-Zénon
- Saint-Michel-des-Saints

## Mention
Le nom de cette route apparait au tout début des paroles de la chanson Le Shack à Hector du groupe québécois Les Cowboys Fringants.

## Intersections majeures
| MRC                                       | Municipalité               | km     | Sortie | Destinations                                                                          | Notes                                                                                     |
| ----------------------------------------- | -------------------------- | ------ | ------ | ------------------------------------------------------------------------------------- | ----------------------------------------------------------------------------------------- |
| D'Autray                                  | Lavaltrie                  | 0,00   |        | R-138 – Lanoraie, Berthierville, Repentigny                                           |                                                                                           |
| D'Autray                                  | Lavaltrie                  | 5,40   | 1      | A-31 nord / A-40 – Montréal, Québec                                                   | Terminus sud du multiplex avec l'A-31; sortie 122 de l'A-40                               |
| D'Autray                                  | Lavaltrie                  | 7,00   | 2      | Rang Saint-Henri / Rang du Point-du-Jour                                              |                                                                                           |
| Joliette                                  | Saint-Thomas               | 12,70  | 7      | Saint-Thomas, Saint-Paul                                                              |                                                                                           |
| Joliette                                  | Saint-Thomas               | 17,30  | 12     | Rue Ernest-Harnois / Rue Nazaire-Laurin                                               | Direction nord seulement                                                                  |
| Joliette                                  | Joliette                   | 18,80  | 14-E   | R-158 est – Notre-Dame-des-Prairies                                                   | Terminus nord du multiplex avec l'A-31; terminus sud du multiplex avec la R-158           |
| Joliette                                  | Joliette                   | 19,10  | 14-O   | R-158 ouest – Saint-Jérôme                                                            |                                                                                           |
| Joliette                                  | Joliette                   | 19,10  | —      | Boulevard Dollard / Rue Calixa-Lavalleé / Rue Joseph-Arthur – Joliette (Centre-Ville) | Carrefour giratoire; terminus nord de l'A-31                                              |
| Joliette                                  | Joliette                   | 19,90  |        | R-158 est – Saint-Thomas                                                              | Terminus nord du multiplex avec la R-158                                                  |
| Matawinie                                 | Saint-Félix-de-Valois      | 36,70  |        | R-345 sud – Sainte-Élisabeth                                                          | Terminus nord de la R-345                                                                 |
| Matawinie                                 | Saint-Félix-de-Valois      | 39,80  |        | R-348 ouest – Sainte-Mélanie, Rawdon                                                  | Terminus sud du multiplex avec la R-348                                                   |
| Matawinie                                 | Saint-Félix-de-Valois      | 40,70  |        | R-348 est – Saint-Cléophas-de-Brandon, Saint-Gabriel-de-Brandon                       | Terminus nord du multiplex avec la R-348                                                  |
| Matawinie                                 | Saint-Jean-de-Matha        | 43,80  |        | R-337 sud – Sainte-Béatrix, Saint-Alphonse-Rodriguez                                  | Terminus nord de la R-337                                                                 |
| Matawinie                                 | Sainte-Émélie-de-l'Énergie | 57,70  |        | R-347 sud – Saint-Damien, Saint-Gabriel                                               | Terminus sud du multiplex avec la R-347; Saint-Gabriel indiqué en direction sud seulement |
| Matawinie                                 | Sainte-Émélie-de-l'Énergie | 64,90  |        | R-347 nord – Saint-Côme                                                               | Terminus nord du multiplex avec la R-347                                                  |
| Matawinie                                 | Saint-Michel-des-Saints    | 125,20 |        | Chemin de Saint-Ignace                                                                |                                                                                           |
| - Terminus de multiplex - Accès incomplet |                            |        |        |                                                                                       |                                                                                           |